# Damà roquer del Cap
El damà roquer del Cap (Procavia capensis) és una espècie de damà. Com tots els damans, té una semblança superficial a un conill porquí amb orelles curtes i una cua. Viu a gran part d'Àfrica i a parts de l'Orient Pròxim.

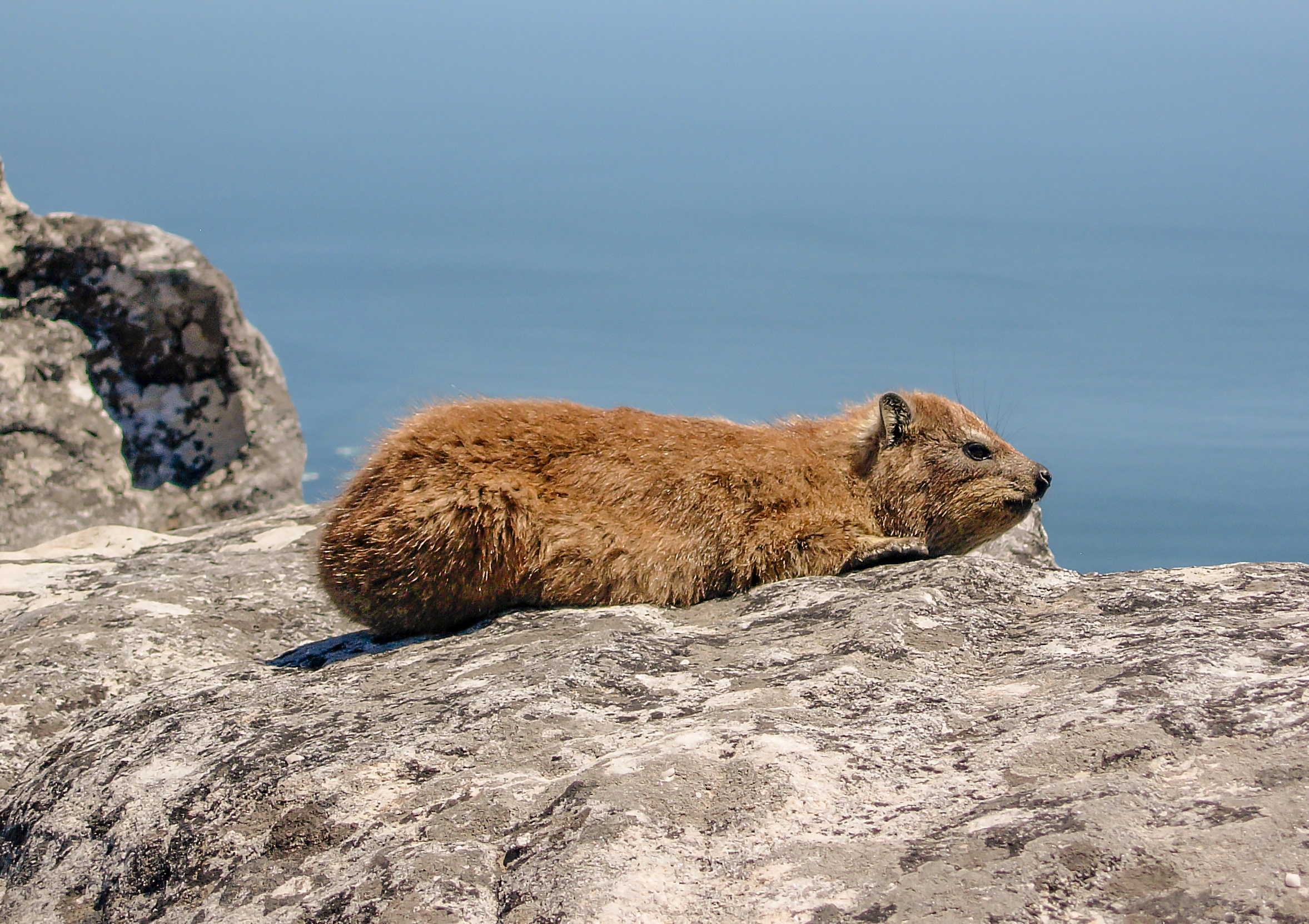
Un damà roquer del Cap prenent el sol a Table Mountain, Ciutat del Cap